# 本間物産

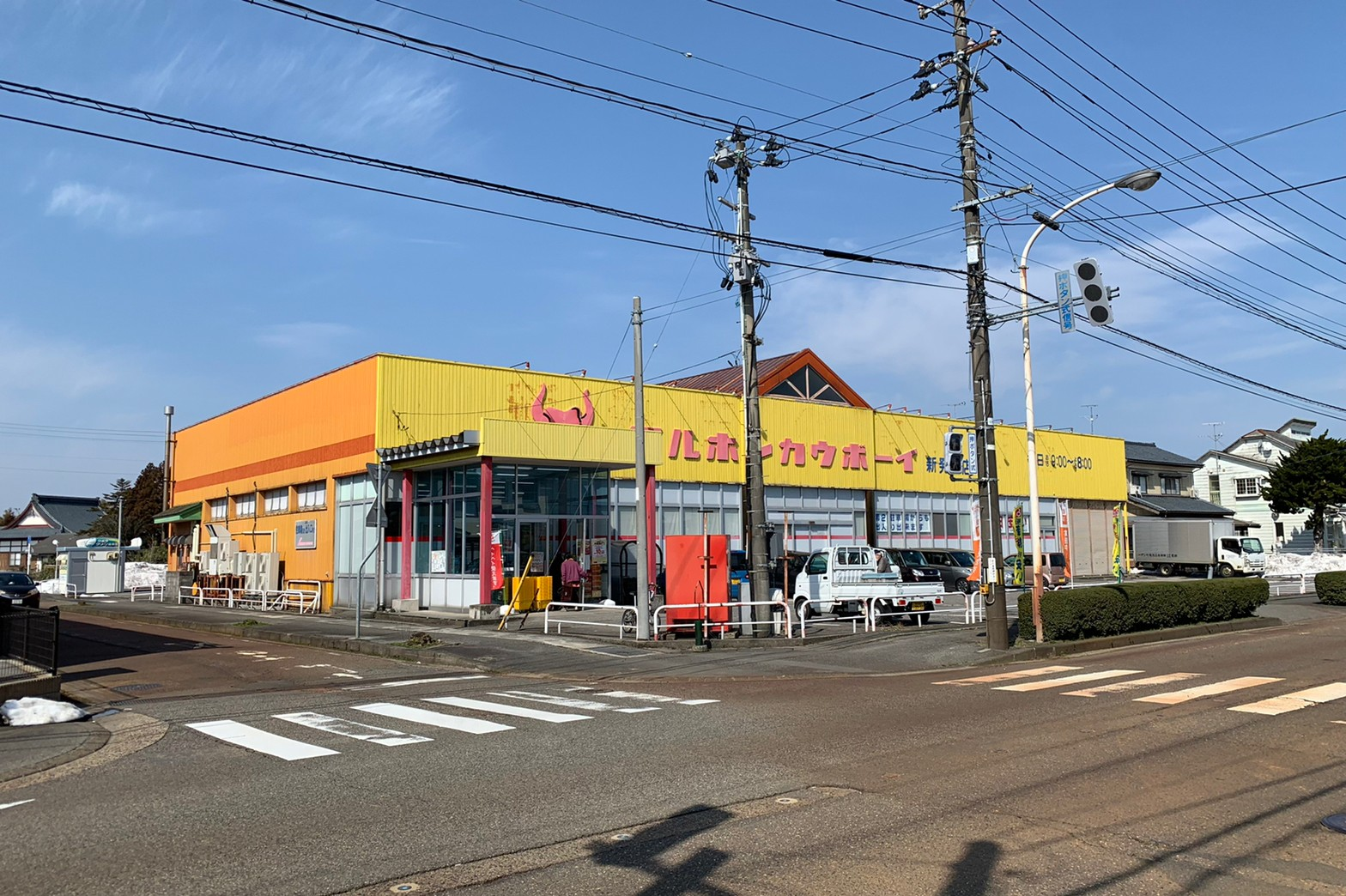
マルホンカウボーイ新発田店（2022年3月）

本間物産株式会社（ほんまぶっさん）は、山形県飽海郡遊佐町に本社を置く小売業者。「マルホンカウボーイ」「マルホンマート」などの名称でスーパーマーケットを展開していた。

## 概要
3000町歩を有していた酒田本間家は、終戦によるGHQの農地解放によって約1615町歩を失い、4町歩の田畑と800町歩の山林および本間農場（のちに住宅地として開発）が残された。この戦後の混乱期にあって、本間家は資産の切り売りによって家計を維持することで手一杯となり、財産管理運営に当たる信成合資会社は開店休業に陥った。
1948年7月、本間家給仕であった村井秀三がほうほうの体でレイテ島から酒田に復員する。村井は帰郷早々、本間家から得た旧恩に報いるべく、信成合資に営業部を創設。旧小作人らに肥料、農薬、農機具を売り歩いた。村井のお家再興に向け奔走する姿に打たれた旧小作人らは、その要請に応え肥料等を買い求めた。
1963年3月、村井の尽力によって大きく成長した営業部が信成合資から分離独立。本間物産が設立され、翌年には10代目当主の夫が社長に就任した。しかし1967年、当主ファミリーに取り入ったMが本間物産に出入りし始め、1971年9月、Mと営業部門を取り仕切り専務に就任していた村井が激しく対立。ついには村井はMに放逐された。その後Mは本間物産を壟断。1975年6月には本間家の分家出身役員らを解任し社長に就任する。
1981年3月、Mが本間物産内に物販本部を新設。ディスカウントショップ（DS）運営に乗り出し、酒田マルホンを開業。同店を振り出しに東北6県のほか北関東まで店舗網を広げ53店を構えた。しかし、無理な多店舗展開で借入金が急増した上、社員の養成も追い付かず売り上げが低迷したほか、Mのワンマン体制が災いモラルハザードが蔓延し、1990年10月11日、当時の東北地方では史上最高である約400億円もの負債を抱え山形地裁酒田支部に会社更生法の適用を申請。倒産した。
1991年1月、本間物産に衣料品を納入するなど繋がりがあった西友を傘下に置くセゾングループ代表の堤清二が本間物産の管財人に選任される。当時DSは、前途有望な業種と見なされていたこともあり、DS展開で遅れをとっていた西友は本間物産を傘下とし、DS若しくはホームセンターへの参入を探るとしていた。また翌月には西友が経営不振に陥ったエンドーチェーン（本社：仙台市）への資本参加を発表したことから、2社の経営に参画する西友が出遅れていた東北に対し本格的な展開を開始するとの報道も伝えられた。しかし1993年3月、セゾングループがインターコンチネンタルホテルや放送事業に経営資源を集中させたいとの意向を示し、堤が管財人の辞任を山形地裁鶴岡支部に申し出たことが明らかとなった。これによって、食肉卸から身を興し、酒、コメ、ガソリンなどの価格破壊に挑み、DSチェーンであるカウボーイ（本社：札幌市）を立ち上げ、経営を軌道に乗せた中野晃社長が事業管財人に選定され、カウボーイが再建を担う体制へと移行した。その後、本間物産はカウボーイの傘下に組み入れられ、2004年2月27日には債務の完済を発表。山形地裁鶴岡支部も更生手続き終了を認めた。この更生の最中には、本間物産の債権者である金融機関が酒田市が本間家から借り受けている同市光ヶ丘3丁目の光ケ丘野球場や陸上競技場などの敷地に対する不動産競売を山形地裁酒田支部に申し立て、市土地開発公社が約17億5千万円で落札するという一幕もあった。
だが、カウボーイの主力銀行であった北海道拓殖銀行と日本長期信用銀行の経営破綻や、経営環境の激変からカウボーイの連結売上高も急落し経営危機に陥ったため、2006年秋、中野社長が資金力のあるゴールドマンサックスグループに保有していた本間物産株式を売却。経営から撤退した。
2008年2月29日、多角化の失敗や店舗改装の遅れで競争力が低下していたカウボーイの経営再建にあたっていたゴールドマンサックスグループなどから本間物産の買収を打診された伏見屋（本社：秋田県仙北市）が約54%の株式を6億円取得。同社が本間物産を子会社化した。
2024年12月5日、クスリのアオキと事業譲渡契約を締結。伏見屋、本間物産、トップマート、LogiPlanning 仙台が展開するスーパーマーケット46 店舗を2025年2月28日付で譲渡する。店舗は2月下旬までに閉店する。
2025年2月5日にプロマート今泉店、2月10日にモリヤ大学病院前店、2月23日にモリヤ旭ヶ丘店、2月24日に落合店、六丁の目店、長町店、村田店、丸森店、原町店、沖野店、荒井店、川崎店、大河原店、おおくま店、おおさと店、佐沼店、白石東店、白石店、気仙沼店、角田店、米沢店、大館店、鷹巣店、花輪店、鹿角店、ベル比内店、ベル二ツ井店、二戸店、宮古店、酒田店、三川店、本莊店、新庄店、S-MALL店、マルホンマート本楯店と八幡店が閉店する。また、ダイソー角田店、白石店は2月22日に閉店する。

## 沿革
- 1963年（昭和38年）3月 - 本間物産株式会社設立。
- 1986年（昭和61年）5月 - 株式会社マルホンを吸収合併。
- 1990年（平成2年）10月 - 倒産。その後株式会社カウボーイの支援を受け、連結子会社となる。
- 2008年（平成20年）2月 - 株式会社カウボーイの所有する本間物産株が、株式会社伏見屋（現：伏見屋ホールディングス）に売却。これにより本間物産は伏見屋グループの傘下に入る。
- 2023年（令和5年）- サンマリ系列の店舗が移管され、本間物産傘下の運営になる。
- 2024年（令和6年）12月5日 - クスリのアオキと事業譲渡契約締結[24]。
- 2025年（令和7年）2月28日 - クスリのアオキへ事業譲渡[24]。

## 営業中の店舗
ダイソー
- 宮古長町店[25] - 宮古市長町1-1-1

## 最後まで営業した店舗

### 本間物産
出典:

#### 秋田県
マルホンカウボーイ
- 本荘店 - 由利本荘市二番堰57-1
2025年2月24日閉店[22]
- 大館店 - 大館市有浦2-3-60
2025年2月24日閉店[20]
- ベル比内店 - 大館市比内町扇田字伊勢堂岱117
2025年2月24日閉店[20]
2025年5月20日クスリのアオキ比内店としてオープン[27]。
- 鹿角店 - 鹿角市花輪字小深田292
2025年2月24日閉店[20]
- 花輪店 - 鹿角市花輪字高井田57
2025年2月24日閉店[20]
2025年3月6日 クスリのアオキ マルホンカウボーイ花輪店として再オープン[28]
- 鷹巣店 - 北秋田市鷹巣字東上綱1-1
2025年2月24日閉店[20]
2025年5月20日クスリのアオキ鷹巣店としてオープン[29]。

ベル（ホームセンター）
- 二ツ井店 - 能代市二ツ井町字塚台34
2025年2月24日閉店[20]
2025年5月20日クスリのアオキ二ツ井店としてオープン[30]。
- 比内店 - 大館市比内長扇田字伊勢堂岱117
2025年2月24日閉店[20]

#### 岩手県
マルホンカウボーイ
- 二戸店 - 二戸市堀野字長地72-1
2025年2月24日閉店[21]
- 宮古店 - 宮古市長町1-5-1
2025年2月24日閉店[21]

#### 宮城県
マルホンカウボーイ
- 気仙沼店 - 気仙沼市赤岩五駄鱈65-1
2025年2月24日閉店[20]
- 佐沼店 - 登米市迫町佐沼字萩洗2-12-10
2025年2月24日閉店[20]
- 白石店 - 白石市大平森合字森合沖121
2025年2月24日閉店[20]
2025年5月20日クスリのアオキアムザ白石店としてオープン[31]。
- 白石東店 - 白石市大畑一番90-1
2025年2月24日閉店[20]
- 角田店 - 角田市梶賀字高畑南121-1
2025年2月24日閉店[20]
2025年5月20日クスリのアオキ角田梶賀店としてオープン[32]。

ダイソー
- マルホン白石店 - 白石市大平森合字森合沖121
2025年2月22日閉店[23]
- マルホン角田店 - 角田市梶賀字高畑南121-1
2025年2月22日閉店[23]

#### 山形県
- 酒田店 - 酒田市日の出町1-1-8
2025年2月24日閉店[22]
2025年3月8日 クスリのアオキ マルホンカウボーイ酒田店として再オープン[33]
- 三川店 - 東田川郡三川町猪子字大堰端349-1
2025年2月24日閉店[22]
- 新庄店 - 新庄市千門町1-28
2025年2月24日閉店[22]
- 米沢店 - 米沢市林泉寺2-2-83
2025年2月24日閉店[20]

マルホンプラス
- エスモール店 - 鶴岡市錦町2-21 S-MALL1階
2025年2月24日閉店[22]
2025年3月12日 クスリのアオキ マルホンプラスエスモール店として再オープン[1]

マルホンマート
- 本楯店 - 酒田市本楯字地正免79-1
2025年2月24日閉店[22]
- 八幡店 - 酒田市小泉字前田24-1
2025年2月24日閉店[22]

### 本間物産営業本部仙台（旧サンマリ）
出典:

### 宮城県
サン・マルシェ
- 川崎店 - 柴田郡川崎町前川裏丁80
2025年2月24日閉店[18]
- 大河原店 - 柴田郡大河原町幸町3-10
2025年2月24日閉店[18]
2025年5月14日、クスリのアオキ大河原幸町店としてオープン[35]。
- 荒井店 - 仙台市若林区荒井東1-6-1
2025年2月24日閉店[18]

スーパービッグ
- 丸森店 - 伊具郡丸森町鳥屋17-1
2025年2月24日閉店[19]
- おおくま店 - 亘理郡亘理町逢隈牛袋南谷地添17
2025年2月24日閉店[18]
- 六丁の目店 - 仙台市若林区伊在1-9-5
2025年2月24日閉店[18]
2025年5月14日、クスリのアオキ六丁の目店としてオープン[36]。
- 原町店 - 仙台市宮城野区原町2-5-57
2025年2月24日閉店[18]

フレッシュフードモリヤ
- 落合店 - 仙台市青葉区落合2-6-7
2025年2月24日閉店[18]
- 長町店 - 仙台市太白区長町1-7-38
2025年2月24日閉店[18]
- 大学病院前店 - 仙台市青葉区支倉町4-40
2025年2月10日閉店[17][16]
- 旭ヶ丘店 - 仙台市青葉区旭ヶ丘3-25-18
2025年2月23日閉店[18]
- 沖野店 - 仙台市若林区上飯田2-2-15
2025年2月24日閉店[18]

Fresh Mart 元気屋
- 道の駅おおさと前店 - 黒川郡大郷町中村字台5-2
2025年2月24日閉店[18]

プロマート
- 今泉店 - 仙台市若林区上飯田4-14-58
2025年2月5日閉店[17][15]

マルホンカウボーイ
- 村田店 - 柴田郡村田町大字小泉字西浦72
2025年2月24日閉店[18]
2025年3月13日 クスリのアオキ マルホンカウボーイ村田店として再オープン[33]

## かつて存在していた店舗
マルホンカウボーイ
- 三本木店　宮城県大崎市三本木
当初、長崎屋が郊外型のGMS（総合スーパー）の研究をするべくカウボーイと共同で出店していた店舗[37]。
カウボーイの事業整理により営業譲渡された店舗であったが、東日本大震災を経て閉店となった。
- 新潟店　新潟県新潟市
- 豊栄店　新潟県新潟市北区
2015年7月12日閉店。
- 新発田店　新潟県新発田市

　　　2023年9月10日閉店。
- 上越店　新潟県上越市
上越ウイングマーケットセンター内にあった。カウボーイの事業整理により営業譲渡された店舗であったが、2009年1月31日で閉店となった

- 十和田店　青森県十和田市
旧十和田マルホン跡に出店していたが、2005年10月閉店。2008年にはゲオ十和田穂並町店が居抜き出店していたがこちらも2010年代前半に閉店し、2018年10月に居抜きで酒のやまやが開店している
- 大曲店　秋田県大仙市
- 醍醐店　秋田県横手市
- 御野場店　秋田県秋田市御野場一丁目4-1
2015年6月30日閉店 跡地はビフレ御野場店として展開
- 花巻店　岩手県花巻市
- 鶴岡店　山形県鶴岡市
- 三沢店　青森県三沢市
2021年10月08日閉店

マルホンマート
- 湯野浜店　山形県鶴岡市
- 若宮店　山形県酒田市